# Російські шпигуни на тлі російсько-української війни
У контексті російсько-української війни, напередодні та після російського вторгнення в Україну 2022 року, ряд громадян РФ та інших національностей, що працювали або працюють на Росію, були викриті як шпигуни або агенти федеральної служби безпеки (ФСБ), служби зовнішньої розвідки Росії (СВР) та головного розвідувального управління (ГРУ). Законодавчо кожна служба має власні повноваження.
Розвідка Росії використовує для роботи за кордоном два види співробітників: агентів під дипломатичним прикриттям та агентів, яких називають «нелегалами». Другий різновид це оперативники без дипломатичної акредитації, часто витрачають роки на створення фальшивих особистостей, живуть тихим життям, хоча іноді вони потім переїжджають у інше місце/країну зі своїм партнером, який може знати або не знати про їхню шпигунську діяльність і дітей, які не будуть знати про їхню діяльність. Їх буває важко ідентифікувати, оскільки вони маскуються під звичайних людей.
«Контррозвідувальні зусилля з пошуку нелегалів останнім часом активізувалися, адже масштабність шпигунських операцій Москви робить це унікальною загрозою», — сказав Янез Стушек, директор словенської розвідувальної служби SOVA у червні 2022 року.

## Ефективність російських шпигунів
Думка російських оперативників щодо готовності України вступити у війну та готовності України до війни була катастрофічною невдачею, оскільки в лютому 2022 року російські військові очікували, що їх зустрінуть з розпростертими обіймами. Це частково пов'язано з тим, що приховані спроби Росії дестабілізувати Україну в другій половині 2021 року і на початку 2022 року зазнали невдачі. Російська розвідка також не змогла зрозуміти готовність Заходу підтримувати Україну в довгостроковій перспективі. У дипломатичних колах ми бачимо провали, головним чином через масову висилку дипломатів. Однак є й певні успіхи — у кібервійнах, пропаганді у ЗМІ та на тимчасово окупованих територіях України. Набагато складніше визначити ефективність шпигунів на місцях в інших країнах.

## Легальні агенти
Крім «нелегалів», у 2022 і 2023 роках було ідентифіковано понад 600 російських дипломатів, яких було оголошено «персонами нон грата», їм було скасовано акредитацію, а деякі названі «співробітниками розвідки, які маскуються під дипломатів» або як такі, що становлять загрозу національній безпеці. Ці висилки дипломатів, як правило, не обходилися без наслідків. Росія вживала заходів у відповідь проти дипломатів, які працювали в посольствах у Росії.
Голова британської служби зовнішньої розвідки МІ-6 Річард Мур повідомив, що станом на липень 2022 року приблизно половина російських шпигунів, які працювали під дипломатичним прикриттям, були вислані з Європи.

## Нелегали
Шпигуни під глибоким прикриттям, або «нелегали» — так називають агентів розвідки, які працюють без дипломатичного прикриття — були викриті в ряді країн. Багато з них, схожих на звичайних людей, були викриті завдяки поєднанню їхньої недавньої діяльності та підвищеної поінформованості влади.
Росія досить унікальна у використанні «нелегалів». Цим особам народженим в Росії змінюють громадянство, і вони витрачають роки на створення фальшивої ідентичності в іншій країні, перш ніж їх викличуть для виконання конкретного завдання, на виконання якого можуть піти десятиліття. Вважається, що кількість російських нелегалів не велика, ймовірно, менше 100 осіб, які працюють на ГРУ і СЗР, головною метою яких є зближення з політичними, культурними, промисловими і військовими організаціями, щоб мати можливість «визначити перспективників», тобто виявити осіб, які можуть бути завербовані іншими.
До «нелегалів» також належать місцеві жителі, завербовані Росією, та шпигунські групи, заслані з Росії чи інших країн, які симпатизують Росії.

### Албанія
У серпні 2022 року двоє громадян Росії 33-річна Світлана Тимофеєва і 25-річний Михайло Зорін, а також громадянин України Федір Алпатов, відкрито перелізли через стіну військового заводу, були помічені охоронцями, на яких вони напали з перцевим балончиком, перш ніж їх затримали. Один нібито зізнався, що він шпигував, за заводом який використовується для ремонту зброї. Троє перебувають під вартою. Тимофеєва, попросила притулку, стверджуючи, що зазнає переслідувань, якщо повернеться до Росії. Албанія погодилася на прохання про притулок. У травні 2023 року росіянин Михайло Зорін, який застосував перцевий балончик проти двох військових охоронців, залишається у в'язниці, інші вийшли на свободу.

### Австралія
У лютому 2023 року була викрита російська шпигунська група, до складу якої входили особи, що діяли під видом дипломатів, а також агенти під глибоким прикриттям. Група діяла в Австралії протягом 18 місяців, перш ніж її діяльність була розкрита Австралійською організацією розвідки безпеки (ASIO). Російських шпигунів тихо вигнали з Австралії протягом шести місяців, їхні візи не були продовжені або скасовані, через побоювання, що публічне вислання шпигунів може призвести до помсти Москви дипломатам та іншим австралійцям, які проживають у Росії.

### Австрія
У Відні в березні 2022 року 39-річного громадянина Греції росіянина на ім'я Анатолій або Александрос було викрито як шпигуна російської військової розвідки ГРУ. Коли поліція провела обшук у будинку вона виявила підслуховуючи пристрої, детектор радіосигналів, пристрій для пошуку прихованих підслуховуючих пристроїв і камер, а також телефони, планшети та ноутбуки, що містили 10 мільйонів файлів та саперний костюм. Результати розслідування австрійських спецслужб свідчать про наступне: Анатолій син колишнього офіцера російської розвідки ГРУ, який під час служби працював дипломатом у Німеччині та Австрії, пройшов навчання в Росії та здійснив 65 поїздок в інші країни з 2018 року. Незважаючи на отримання лише низьких соціальних виплат в Австрії, підозрюваний одночасно придбав кілька об'єктів власності у Відні, Росії та Греції. Під час спостереження за ним було помічено використання системи таємних схованок, де він залишав послання співробітникам російського посольства у Відні.
У квітні 2022 року Австрія після тривалого періоду коливань позбавила дипломатичного статусу трьох співробітників російського посольства у Відні та одного співробітника генерального консульства в Зальцбурзі. Причиною цього називали можливу причетність російських дипломатів до роботи на користь російських спецслужб.

### Бельгія
- Бельгія — штаб-квартира НАТО. У жовтні 2021 року НАТО вислала вісім незаявлених офіцерів російської розвідки зі своєї місії НАТО, скоротивши місію лише до 10 осіб.[15] У відповідь Сергій Лавров заявив, що весь персонал військової місії НАТО в Москві буде позбавлений акредитації.[16] Обидві місії наразі закрито.
- У березні 2022 року Бельгія видворила 21 російського дипломата. Під виглядом техніків, прибиральниць, аташе та торгових представників усі виявилися співробітниками ГРУ, військової розвідки Росії, СВР, Служби зовнішньої розвідки Росії та ФСБ. Найвищою посадовою особою був Олексій Куксов, посол посольства та багаторічний офіцер розвідки. Куксов будучи резидентом відповідав за збір інформації від військових аташе, агентів розвідки та нелегальних агентів за кордоном про стан іноземних військових держав. У 2001 році Куксов закінчив військову академію, потім служив у військовій розвідці. Через чотири роки його підрозділ буде перетворено на російську шпигунську організацію, відому як Центр дослідження військового потенціалу іноземних держав (ЦИВПЗС).[17]

### Бразилія
- Три випадки російських шпигунів нелегалів, які діяли по всьому світу з бразильським даними, викликали у 2022 році тривогу в Бразильський поліції та підозри щодо систематичного використання країни для як проксі для стрибка далі нелегальними агентами. На думку слідчих, корупція, простота отримання свідоцтва про народження в Бразилії, а згодом і інших документів, включаючи паспорт, широке визнання бразильського паспорта сприяють шпигунству.[14]
- Сергій Черкасов, затриманий у Нідерландах і відправлений до Бразилії в травні 2002 року, Михайло Мікушин, затриманий у Норвегії в жовтні, і ймовірний шпигун, викритий грецькою владою на прізвище Чмирєв, використовували свою бразильську особистість, щоб подорожувати світом, працюючи на російські спецслужби. Шляхом фальсифікації документів ними стали Віктор Мюллер Феррейра, Хосе Ассіс Джаммарія та Гехард Даніель Кампос Віттіх. Один з них, Сергій Черкасов в липні 2022 року був засуджений до 15 років ув'язнення в Бразилії за фальсифікацію особи.[18] Запит США на екстрадицію Черкасова було відхилено в липні 2023 року, оскільки Бразилія схвалила його екстрадицію до Росії в квітні. Термін покарання суд зменшив до 5 років.[19]

### Болгарія
- 2 березня 2022 року бригадний генерал[20] Валентин Цанков, та генерал резерву болгарської армії, колишній військовий аташе в Лондоні (2004—2007) і Вашингтоні (2010—2011), був викритий, коли було виявлено, що він передавав секрети НАТО та ЄС до Росії. З'ясувалося, що у 1982—1983 роках вже будучи завербованим ГРУ пройшов оперативний курс для роботи в ГРУ у Москві. Цанков був заарештований після 2-3-місячного розслідування та звинувачений у шпигунстві з 2016 року, передаючи секретні дані на флешках до російського посольства. Двоє дипломатів, які працювали з ним, були вислані.[21][22]
- У липні 2022 року в магазині зброї в Болгарії стався вибух, останній у серії з восьми вибухів, що починаються з 2011 року. Магазин належав торговцю зброєю Еміліану Гебреву, який у 2015 році пережив отруєння «Новачком», який була нанесений на дверну ручку його автомобіля, що призвело до того, що у 2020 році трьом громадянам Росії заочно висунули звинувачення у спробі вбивства. Один із обвинувачених, Денис Сергєєв, також пов'язаний з отруєнням Сергія та Юлії Скрипаль у 2018 році. Шість підозрюваних агентів російського ГРУ зараз знаходяться під слідством.[23][24] 2 червня 2023 року на збройовому заводі в Карнобаті сталася вдруге пожежа. Підозрюється причетність Росії, а болгарський міністр прокоментував, що він «на 100 відсотків упевнений», що російські агенти відповідальні за попередній вибух у 2022 році.[25]
- У березні 2023 року Микола Малинов, колишній болгарський депутат, звинувачений у шпигунстві на користь Росії як агент впливу, проти котрого запровадили санкції США за корупцію, обрали головою Міжнародного руху русофілів — групи, яка підпорядкована Міністерству закордонних справ Росії та нібито об'єднує членів із 40 країн. Малінов, який зараз перебуває під слідством і має заборону на виїзд, балотуватиметься на виборах у квітні 2023 року.[26]

### Чехія
- У вересні 2022 року багаторічного високопоставленого чеського дипломата, який мав найвищий рівень допуску, цілком таємно та працював у Міністерстві закордонних справ, спіймали на передачі Росії секретної інформації. Раніше була отримана інформація, що у Міністерстві може бути кріт, який спілкується з російськими шпигунами. Через кілька місяців контррозвідники ідентифікували його і таємно спостерігали за ним. В подальшому було встановлено, що він співпрацював зі Службою зовнішньої розвідки Росії (СВР) починаючи ще з 1990-х років. Він був завербований російською шпигунською службою під час роботи в одному з посольств Чехії в неназваній африканській державі. Кріт передавав інформацію через російське подружжя, в якій чоловік був агентом СВР.[27]

### Естонія
- У 2017 році естонська контррозвідка змогла ідентифікувати Артема Зінченко, як російського шпигуна з ГРУ. Того року його було засуджено і ув'язнено. Було встановлено, що шпигунську діяльність Зінченко почав у 2012 році заснувавши компанію, яка виробляла дитячі коляски — незабаром він почав експортувати їх до Ленінградської області Росії. Оскільки він був орієнтований на російський ринок, у нього була вагома причина часто подорожувати між Естонією та Росією. Зінченко передав матеріали керівництву ГРУ. Фальшивий бізнесмен збирав розвідувальні дані про збройні сили Естонії та інших країн-членів НАТО. Був помилуваний і обміняний у 2018 році, однак він повернувся до Естонії наприкінці 2022 року, шукаючи притулку, через незгоду з вторгненням Росії в Україну.[28]
- 6 грудня 2022 року Вадима Конощенка, офіцера ФСБ, затримали на кордоні в Естонії з високотехнологічною електронікою та боєприпасами американського походження. П'ятьох громадян Росії, у тому числі підозрюваного офіцера ФСБ, і двох громадян США Міністерство юстиції США звинувачує у сприянні російським військовим і розвідувальним службам ухилятися від санкцій. США домагалися його екстрадиції[29], яка була задоволена та виконана в липні 2023 року.[30]

### Франція
- Влітку 2022 року жінка на ім'я Юлія Шифманович подала заяву на візу для відвідування Франції, їй було відмовлено, оскільки вона є дружиною Олександра Кулагіна, ідентифікованого французькими спецслужбами як співробітника в/ч 29155, підрозділу ГРУ який у 2016 році здійснив спробу державного перевороту у Чорногорії, а також був причетний до отруєння Сергія та Юлії Скрипалів.[31]
- Янборисов Булат Ахатович, який переїхав до Парижа в 2014 році і отримав дозвіл на проживання, був викритий в 2023 році як агент ГРУ, пов'язаний з в/ч 29155. Його прикриттям була посада директора ралі «Шовковий шлях». Телефонні записи та документи свідчать про його зв'язки та спілкування з агентами ГРУ. Один із таких агентів Рустам Джафаров входив до особового складу в/ч 29155. У 2022 році заступник начальника ГРУ Володимир Алексєєв нагородив Янборисова орденом Олександра Невського.[32]

### Грузія
- У липні 2022 року Всеволод Осипов був викритий як інформатор ФСБ. Його завданням було шпигувати за лідерами Лібертаріанської партії Росії, які проживають у Тбілісі. Всеволод Осипов був завербований працівником Центру боротьби з екстремізмом МВС Романом Подбороновим у 2021 році під час арешту в Москві.[33]

### Німеччина
- Ральф Джі німецький підполковник запасу був заарештований у 2020 році, а у серпні 2022 року був звинувачений у передачі інформації російській ГРУ з 2014 по 2020 рік даних щодо німецької армії та особистих даних старших офіцерів. Після арешту в 2020 році Ральф Джі зізнався, що надавав інформацію росіянам, але стверджує, що не знав, що його контакти працювали на ГРУ. Пізніше встановлено, що він передавав інформацію двом співробітникам російської військової розвідки ГРУ, які працювали військовими аташе в посольстві Росії в Берліні. Ральфа Джі також звинувачують у розголошенні частин офіційного урядового документа про відносини Німеччини з Росією після анексії Криму в 2014 році, та інформації про вплив санкцій, запроваджених проти Росії Німеччиною через Крим.[34]
- 17 жовтня 2022 року Юрія Орєхова затримали в Німеччині за міжнародним ордером на арешт. США звинуватили його та інших заарештованих в Італії в незаконному отриманні американських військових технологій принаймні з 2018 року і вимагають його екстрадиції.[35][36]
- У грудні 2022 року чоловіка на ім'я Артур Е заарештували в неділю в аеропорту Мюнхена за допомогою ФБР. Вважається, що він пов'язаний зі співробітником Служби зовнішньої розвідки Німеччини (BND) Карстена Л, якого заарештували в грудні за шпигунство на користь Росії. Артур Е передав інформацію від свого знайомого офіцера BND, відомого як Карстен Л через правила конспірації, зробивши Артура Е співучасником державної зради. Пізніше Карстена Л визнали винним у передачі документів ЦРУ російській розвідці та засудили до восьми років ув'язнення.[37]
- У серпні 2023 року чиновник Німеччини, згідно з німецькими правилами конфіденційності, названий Томасом Х, був заарештований після того, як з власної ініціативи відвідав посольство Росії в Берліні, а також консульство в місті Бонн, де запропонував свої послуги. Працював у відділі закупівель військової техніки та інформаційних технологій.[38]

### Греція
- У січні 2023 року, одразу після арештів російських «нелегалів» у Словенії, жінка, яка, як вважають, народилася Романовою Іриною Олександрівною, була агентом СЗР та працювала під ім'ям «Марія Цалла» — ім'ям, узятим у померлого в 1991 року немовляти. Співробітники Національної служби розвідки Греції ΕΥΠ встановили, що вона прибула до Греції з підробленим паспортом Бразилії. Марія втекла з Афін, де у неї був магазин товарів для в'язання та фотоблог. Вона надіслала повідомлення, в якому передала свій бізнес співробітникам, і тепер, як видається, перебуває в Росії. Вважається, що вона втекла через зв'язки із заарештованою парою «нелегалів» у Словаччині.[3] Її справжній чоловік, який називав себе «Герхард Даніель Кампос Віттіх», мав подвійне громадянство Бразилії та Австрії, також вважається шпигуном, який працював у Бразилії, керуючи компанією з 3D-друку, та збирався переїхати на територію за 50 метрів від консульства США в Ріо-де-Жанейро, доки він також не зник у січні. Діючи окремо, пара, чиє справжнє прізвище, було Шмиреви, спочатку оселилися в Бразилії та Кіпрі.[39][40][41]
- 9 травня 2023 року в Парижі був заарештований Нікос Богоніколос, громадянин Греції, який є засновником групи Aratos Group, яка визнана як оборонний підрядник для НАТО та інших країн-союзників. Чоловік залишається під вартою в очікуванні процедури екстрадиції до США. ФБР зазначає, що Богоніколос, ймовірно, був завербований ГРУ приблизно в 2017 році, коли його попросили відвідати Москву наодинці, «оскільки порядок денний буде дуже делікатним». У ньому стверджується, що з тих пір він був причетний до контрабанди американських військових і технологій подвійного призначення до Росії.[42][43]

### Угорщина
- У вересні 2022 року суд в Угорщині заочно засудив колишнього депутата Європейського Союзу Белу Ковача — члена правої партії «Йоббік», який встиг втекти до Москві — до п'яти років ув'язнення за шпигунство на користь Росії.[44]
- У квітні 2022 року Угорщина не вислала жодного дипломата, натомість дозволила російському посольству збільшити їхню кількість із 46 до 56. У листопаді 2022 року колишній співробітник МВС України був перехоплений на українсько-угорському кордоні, коли він прямував, щоб передати UBS флешку до посольства Росії в Будапешті, яке, очевидно, вважається безпечним місцем для організації подібних зустрічей. Викрадені дані частково являли собою персональні дані офіцерів СБУ та ГУР, лідерів «Азову» та військовослужбовців 72-ї механізованої бригади ЗСУ.[45]
- У квітні 2023 року Угорщина оголосила про вихід з Міжнародного інвестиційного банку, який базувався в Будапешті і якого зазвичай називають шпигунським банком Росії. Тоді Росія оголосила, що банк перенесе свою штаб-квартиру до Росії.[46]

### Ірландія
- Черкасов Сергій Володимирович, нелегальний агент ГРУ, використовуючи псевдонім Віктор Мюллер Феррейра, проживав у Ірландії протягом чотирьох років, і мав там банківський рахунок. Черкасов використовував банківські записи Банку Ірландії за 2018 рік, з 66731 євро на рахунку в ірландському банку, щоб підтвердити свою заяву на вступ до університету в США в 2018 році.[47] (див. також розділи Бразилія, Нідерланди та США)

### Італія
- У березні 2023 року військово-морського офіцера Уолтера Біоті визнали винним у передачі інформації співробітникам російського посольства на автостоянці в Римі у 2021 році. Офіцер, який мав фінансові труднощі, вимагав 5000 євро за передачу 19 конфіденційних документів НАТО, у тому числі з грифом «Цілком таємно». Пізніше Італія вислала двох співробітників посольства через інцидент. Уолтер Біоті отримав 30 років позбавлення волі.[48]
- У травні 2022 року 140-метрову яхту «Шехерезада» була оглянута поліцією на верфі Марина-ді-Каррара в Тоскані. Усі члени екіпажу пізніше були ідентифіковані як агенти ГРУ, відомі італійській спецслужбі. Яхту затримали, але екіпаж втік.[49]
- 17 жовтня 2022 року росіянин Артем Усс, якого звинувачують у крадіжці американських військових технологій до Росії, був одним із п'яти росіян, заарештованих за міжнародними ордерами, Артем Усс був затриманий в аеропорту Мілана.[35] Згодом Росія з метою захисту Артема наказала СКР порушити справу проти Усса за відмивання грошей у складі злочинної групи та вимагала його екстрадиції до Москви. Після домашнього арешту в листопаді, екстрадиція була схвалена судом 21 березня, але апеляція не була прийнята, через кілька днів його дружина прилетіла до Москви за 10 днів до того, як Усс зрізав його електронну мітку, втік в машині, що чекала, а потім використав фальшивий паспорт та вилетів з країни на приватному літаку. Зараз він у Москві.[50][51] (див. також Німеччина та США)

### Латвія
- У серпні 2023 року Служба державної безпеки Латвії (VDD) затримали місцевого громадянина який працював таксистом, та звинуватила у шпигунстві на користь Росії. У ході розслідування VDD з'ясувала, що цей громадянин підтримував постійні контакти з членами злочинної організації «Балтійські антифашисти». Особа надсилала їм інформацію про особовий склад і техніку збройних сил союзних країн, інфраструктуру Ризького порту та аеропорту, нафтові термінали, полігони безпілотників, а також інші стратегічно важливі об'єкти на території Латвії. Також особа передавала так званим «прибалтійським антифашистам» інформацію про осіб та компанії в Латвії, які підтримують Україну та протистоять російській агресії.[52]

### Мексика
- Громадянин Мексики Ектор Кабрера Фуентес, який жив подвійним життям із родиною в Росії та Мексиці, був заарештований у США під час збору інформації про перебіжчика та колишнього офіцера російської розвідки Потєєва, який згідно з секретною програмою ЦРУ із захисту шпигунів проживав у Флориді. Росія намагалася вбити перебіжчика, який жив у Сполучених Штатах у 2020 році, залучивши мексиканського вченого Фуентеса для допомоги у зборі інформації. Фуентес визнав провину та був засуджений у червні 2022 року до 4 років.[53][54]

### Молдова
- У Молдови на порозі є додаткова проблема — регіональне управління ФСБ у Придністров'ї, де у квітні 2022 року сталося кілька невеликих вибухів, невдалих, провокацій ФСБ. Придністров'я звинуватило ЗСУ.[55]
- У травні 2022 року Ігоря Додона, колишнього президента Молдови, затримали та звинуватили в корупції та державній зраді. З'ясувалося, що Додон надсилав чернетки своїх промов високопоставленим російським силовикам, а генерал з п'ятої служби ФСБ Дмитро Мілютін літав до Молдови на інавгурацію Додона в 2016 році. У 2019 році російські політтехнологи прилетіли на «допомогу» з виборами мера, потім президентських у 2020 році та парламентських і місцевих у 2021 році.[55] Оприлюднені документи свідчать про участь у виборах і внесок спецслужб, ФСБ, СВР і ГРУ.[56] Додон, який програв президентські вибори в 2020 році, був звільнений з-під домашнього арешту в листопаді 2022 року, але продовжує перебувати під слідством, у тому числі в тому, що він нібито отримав 1 мільйон доларів США в 2019 році від підсанкційного молдовського політика та олігарха Володимира Плахотнюка, місцезнаходження якого наразі невідоме.[57]
- У березні 2023 року поліція заарештувала членів мережі, «організованої Москвою» метою якої було створення дестабілізуючих дій на нашій території шляхом демонстрацій, після того, як агенту вдалося проникнути в цю групу. Ця група проводила навчання з вчителями, які приїжджали з Росії та фінансувалися партією Șor.[58] У квітні 2023 року Ілана Шора, який очолював проросійську партію Șor, визнали винним у шахрайстві та засудили до 15 років позбавлення волі, він втік до Ізраїлю у 2019 році. Віце-президента партії Șor Марину Таубер заарештували в аеропорту, під час спроби виїхати з країни до Ізраїлю.[59]
- Двоє громадян Росії на ім'я Юрій Г. та Вадим І., ідентифіковані як офіцери ФСБ, діяли з 2020 року, вербуючи місцевих жителів для збору суспільно-політичної інформації, кампаній з дезінформації та очорнення проєвропейських лідерів країни. Їх угруповання було ліквідовано, і в липні 2023 року Служба розвідки та безпеки Молдови разом із прокуратурою вже працювала над кримінальною справою про державну зраду та шпигунство.[60]

### Чорногорія
- У вересні 2022 року розслідування пов'язало шістьох російських дипломатів із двадцятьма вісьмома громадянами Росії, які мали тимчасові візи в Чорногорію, і двома місцевими громадянами у шпигунському розслідуванні. Дипломатів вислали.[61] Пізніше громадянам Росії заборонили в'їзд до Чорногорії, а двом місцевим жителям, один з яких був колишнім дипломатом, висунули звинувачення в незаконному зберіганні зброї, організації злочинної організації та шпигунстві.[62]

### Нідерланди
- Громадянин Росії Черкасов Сергій Володимирович, офіцер ГРУ під фіктивним бразильським ім'ям «Віктор Мюллер Феррейра» намагався проникнути до Міжнародного кримінального суду (МКС) через стажування від американського університету. Його зустріли в Нідерландському аеропорту Шипол після інформації від ФБР. Нідерланди оголосили Черкасова небажаним іноземцем і депортували назад до Бразилії. Він перебуває у в'язниці в Бразилії, засуджений до 15 років за шахрайство з особистими даними. (див. також США)[63][64]
- Засновник супутникової технологічної компанії Aratos Group у Нідерландах Нікос Богоніколос, громадянин Греції, був заарештований 9 травня 2023 року за звинуваченням у постачанні Росії сучасних технологій всупереч санкціям США, зокрема напівпровідників, які використовуються в криптології та ядерних випробуваннях. (див. також Греція)[42][65]

### Норвегія
- У жовтні 2022 року в Норвегії заарештували чоловіка, відомого як Хосе Ассіс Джаммарія. Видаючи себе за бразильця, він провів деякий час в Університеті Калгарі, Канада, стажувався в Арктичному університеті UiT, Норвегія та брав участь у Центрі досліджень проблем миру. Його ідентифікували як громадянина Росії Мікушина Михайла Валерійовича, полковника ГРУ, та звинуватили у зборі розвідувальної інформації, пов'язаної з державною таємницею.[66]

### Польща
- У березні 2022 року польського співробітника РАЦСу у Варшаві на ім'я Томаш Л. затримали за підозрою в передачі оперативно важливих даних російським спецслужбам, у тому числі для проведення перевірок конкретних людей, зокрема іноземців, які проживали в Польщі.[67][68]
- 28 лютого 2022 журналіст-фрілансер, який має подвійне громадянство Іспанії та Росії, народився в Москві, був ідентифікований як агент російського ГРУ. Його затримала ABW у Перемишлі, південно-східна Польща, за підозрою в шпигунстві на користь Москви, у нього було два паспорти, росіянина на ім'я Павло Рубцов та іспанський на ім'я Пабло Гонсалес Ягуе.[67][69] Вважається, що він шпигував за Жанною Нємцовою, донькою вбитого російського опозиціонера Бориса Нємцова.[70]
- У квітні 2022 затримали російського громадянина, який довгостроково проживає в Польщі, прокуратура звинувачує його у шпигунстві на користь Росії в період з 2015 по 2022 рік. Чоловік, який займався бізнесом у Польщі, та брав участь у групах історичної реконструкції, став інструктором зі стрибків з парашутом і встановлював контакти з польськими військовими під час огляду військових дій і техніки вздовж білоруського кордону, збирав інформацію про організаційну структуру польських військових частин на північному сході країни, передаючи отриману інформацію ГРУ.[67][68]
- У березні 2023 року шістьом громадянам Білорусії та Росії, інкримінують підготовку диверсій і шпигунство на користь Росії. «Докази свідчать про те, що ця група стежила за залізничними лініями. До їхніх завдань входило розпізнавання, моніторинг та документування транспортування зброї в Україну». Біля невеликого регіонального аеропорту Жешув-Ясьонка було знайдено кілька камер для запису активності.[67] У березні 2023 року затримали ще трьох. Вважається, що дев'ятеро готувалися до диверсії, щоб «паралізувати поставки», троє були з Білорусі.[71][72] У квітні ще троє довели загальну кількість до дванадцяти ув'язнених із понад 50 приладами спостереження.[73] 11 червня російський професійний хокеїст став 14-м заарештованим за звинуваченням у тому, що йому заплатили за проведення розвідки.[74] У липні був затриманий 15-й, громадянин України, який перебував у Польщі з 2019 року.[75] 16 серпня був затриманий громадянин Білорусі Михайло А.[76] Шпигунську мережу аматорів, схоже, використовували, щоб уникнути ризику для професійних російських агентів.[77]
- Іноземного громадянина затримали у Гданську 21 березня 2023 року за звинуваченням у шпигунстві на користь Росії, він перебував у країні з січня та збирав інформацію про критичну інфраструктуру в Поморському та Куявсько-Поморському регіонах та про діяльність служб і органів, відповідальних за безпеку.[78]
- Росіянину Емрану Наврузбекову, який стверджував, що служив у Дагестанському ФСБ у контррозвідці, було відмовлено у в'їзді до Польщі 6 червня 2023 року після того, як його історію про те, що він був у ФСБ, перевірили та встановили, що вона не дуже достовірна. Польські спецслужби після тривалого аналізу та перевірки розповіді Емрана Наврузбекова рекомендували винести постанову про зобов'язання чоловіка покинути територію Республіки Польща.[79]

### Сербія
- 11 липня 2023 року США ввели санкції проти Сербського політика та керівника сербської розвідки Александара Вуліна через його тісні зв'язки з Росією та ймовірну незаконну торгівлю зброєю та іншу злочинну діяльність.[80]

### Словаччина
- У березні 2022 року двом словацьким громадянам було пред'явлено звинувачення у пошуку та зборі дуже конфіденційної, стратегічної та секретної інформації про Словаччину, її збройні сили та НАТО та передачі її таємним офіцерам ГРУ, які базувалися в посольстві Росії в столиці Словаччини Братиславі, в обмін на гроші. Інформація, яку шукала російська розвідка, також стосувалася України. Один із двох обвинувачених Павло Бучик був полковником очолював кафедру безпеки та оборони в Академії Збройних Сил у місті Ліптовскі Мікулаш на півночі країни. Офіційні особи заявили, що він мав таємні контакти з чотирма офіцерами ГРУ, починаючи з 2013 року. Інший, Богуш Гарбар, працював на проросійський сайт, відомий як «Главні справи». Він співпрацював з росіянами принаймні з квітня 2021 року та використовував свої контакти з колишнім помічником депутата словацького парламенту та колишнім співробітником словацької шпигунської служби, відомої як SIS. Обидва зізналися, Гарбара засудили до трьох років ув'язнення, а дипломатів російського посольства оголосили персонами нон грата.[81][82]

### Словенія
- У грудні 2022 року було заарештовано двох «нелегалів», яких тепер вважають громадянами Росії, що працювали на Службу зовнішньої розвідки (СВР) Росії під вигаданими іменами Марія Роза Майер Мунос і Людвіг Гіш. Вони використовували підроблені аргентинські паспорти, щоб оселитися в столиці Словенії, Любляні, з двома маленькими дітьми у 2017 році. Пара мала агентство нерухомості та антикварний бізнес у Любляні як прикриття та базу для шпигунства в Словенії та інших країнах. Велика схованка готівки, знайдена під час обшуку в офісі, може свідчити про те, що одним із обов'язків пари була оплата російських неофіційних агентів або інформаторів. Незважаючи на підготовку до суду в Словенії, ведуться кулуарні переговори між Москвою та західними країнами про обмін їх на особу або людей, які зараз перебувають у в'язниці в Росії[3][83] У червні 2023 року пару в обвинувальному акті названо російськими іменами Дульцев Артём Вікторович і Дульцева Анна Валерьевна.[84] (див. також Греція)

### Швеція
- Наприкінці 2021 року за шпигунство заарештували братів Пеймана Кіа та Пайама Кіа, які народилися в Ірані. Повідомляється, що Пейман Кіа служив в Управлінні спеціальних закупівель (KSI) служби безпеки Швеції, і вони обидва працювали на російську військову розвідку ГРУ протягом десяти років. У січні 2023 року одного засудили до довічного, іншого — до 9 років.[85][86]
- У листопаді 2022 року пару, яка проживала у Швеції понад 20 років, заарештували під час рейду на світанку з використанням гелікоптерів Black Hawk. Вважається, що Сергей Скворцов і Елена Кулькова є російськими «агентами-нелегалами», підозрюваними в незаконній розвідувальній діяльності, включаючи незаконне придбання технологій для російської військової промисловості від імені ГРУ. Повідомляється, що Скворцов навчався в Московському енергетичному інституті, а Кулькова, 1964 року народження, закінчила факультет обчислювальної математики та кібернетики Московського державного університету. Їм належала квартира на вулиці Зорге, 36 у Москві, відомій як місце проживання агентів ГРУ, зокрема Дениса Сергєєва, якого пов'язують з отруєнням Сергія та Юлії Скрипаль, і генерала Андрія Володимировича Авер'янова, командира військової частини 29155 ГРУ.[87]
- У квітні 2023 року в Швеції затримали росіянку за звинуваченням у шпигунстві. Вона працювала на нафтопереробному заводі компанії Preem.[88]

### Україна
- Служба безпеки України (СБУ) активно протидіє російськими спецслужбам з моменту вторгнення в Україну в 2014 році. Оскільки низка колишніх агентів КДБ, що залишилися з часів СРСР, займали владні посади в Україні, а також нещодавно завербовані, потрібен час, щоб ідентифікувати цих агентів, таких як Андрій Деркач, під керівництвом якого діяла ціла мережа, і Андрій Наумов, який займав керівну посаду в СБУ, та втік з України за кілька годин до вторгнення. Станом на липень 2022 року в Україні відкрито 651 справу про ймовірну державну зраду та колабораціонізм проти посадовців прокуратури та правоохоронних органів, понад 60 працівників СБУ та прокуратури звинувачено у роботі проти України на окупованих Росією територіях,[89] понад 16 000 справ про державну зраду було відкрито українськими прокурорами станом на лютий 2023 року.[90]
- Українського банкіра Дениса Кірєєва вбили в Києві в березні 2022 року одразу після того, як він був на мирних переговорах у Білорусі. Будучи завербованим ФСБ Росії, йому приписували інформування українських військових про намір Росії використати аеропорт Гостомель як трамплін для захоплення Києва, що вказує, що він був подвійним агентом ГУР України.[91]

### Сполучене Королівство
- У лютому 2023 року спійманого у шпигунстві на користь росіян охоронця посольства Великобританії засуджено до понад 13 років ув'язнення. 58-річний Девід Баллантайн Сміт визнав себе винним за вісьмома пунктами звинувачення відповідно до Закону про державну таємницю 1911 і 1920 років, але стверджував, що не завдавав навмисної шкоди. Його засудили до 13 років і двох місяців. Працюючи охоронцем у посольстві Великої Британії в Берліні, він знімав фотографії та документи зі столів і ящиків, а також знімав відео з камер відеоспостереження. Він надав імена, фотографії та особисті дані співробітників посольства російським офіційним особам, а також секретні документи, включаючи листування тодішнього прем'єр-міністра Бориса Джонсона. Він також зняв довгу прогулянку навколо посольства, яка показала макет будівлі та її офісів, ретельно знімаючи через вікна. Його спіймали за допомогою британського агента, який видавав себе за російського перебіжчика.[3][92]
- У серпні 2023 року трьох громадян Болгарії: Орліна Руссева, Бізера Джамбазова та Катерину Іванову, було заарештовано та звинувачено згідно із Законом про державну таємницю за зберігання документів, що посвідчують особу, з «неправомірним умислом», а саме паспортами, посвідчення особи та іншіми документами для Великобританії, Болгарії, Франції, Італії, Іспанії, Хорватії, Словенії, Греції та Чехії за підозрою у шпигунстві на користь Росії. Вони жили у Великобританії понад 10 років, Орлін Руссев у Грейт-Ярмуті, а Бізер Джамбазов та Катерина Іванова разом у Харроу. У онлайн-профілі Орліна Руссева на LinkedIn зазначено, що пізніше він володів бізнесом, пов'язаним із розвідкою, що включає перехоплення повідомлень або електронних сигналів.[93]

### Сполучені Штати Америки
- У липні 2022 року Федеральне велике журі присяжних у Тампі, США, висунуло звинувачення російському іноземному агенту. За словами ФБР протягом семи років, з 2014 по липень 2022 року, Олександр Янов агент Федеральної служби безпеки Росії (ФСБ) створив свою оперативну базу в Санкт-Петербурзі, штат Флорида, де координував та оплачував кампанію політичного руху Ухуру з метою впливу на політику США та сіяння ворожнечі навколо виборів та уряду, а також фінансово підтримував кандидата в мери Санкт-Петербурга.[94]
- У липні 2022 року Уолтера Примроуза та його дружину Гвінн Моррісон заарештували на Гаваях після того, як з'ясувалося, що з 1987 року вони проживали під іменами померлих немовлят Боббі Форт і Джулі Монтегю. Примроуз працювала на оборонного підрядника, перш ніж зникнути та взяти нову особистість, потім вийшла заміж у 1988 році. У 1994 році Боббі Форт став членом берегової охорони, де він залишався протягом 20 років, перш ніж прийняти роботу підрядником Міністерства оборони. Під час обшуку їхнього будинку були знайдені їхні фотографії в уніформі КДБ разом із наборами невидимих чорнил, кодовими книгами та картами військових баз.[95]
- У вересні 2022 року військового лікаря майора Джеймі Лі Генрі та його дружину-анестезіолога Анну Габрієліан заарештували та звинуватили в спробі надати російському агенту під прикриттям медичну інформацію про військовослужбовців.[96]
- У жовтні 2022 року в Німеччині та Італії були арештовані росіяни, яких розшукували за незаконне отримання військових технологій США, порушення нафтових санкцій щодо Венесуели, та відмивання доларів для російських олігархів.[35] У березні 2023 року один із росіян, Артем Усс, порушив домашній арешт і втік з Італії на приватному літаку безпосередньо перед екстрадицією до США.[50] (див. також Італія та Німеччина)
- У грудні 2022 року ФБР затримало двох громадян США Вадима Єрмоленка та Олексія Браймана (який також має українське та ізраїльське громадянство) та п'ятьох росіян, у тому числі Вадима Конощенка, викритого як офіцера Федеральної служби безпеки Росії (ФСБ). Группа допомогала російським спецслужбам купувати електроні компоненти які використовуються в балістичних ракетах, за допомогою десятків підставних компаній і відповідних банківських рахунків у США в Естонії.[29][97] (див. також Естонія)
- У січні 2023 року колишнього офіцера ФБР Чарльза Макгонігала заарештували й звинуватили в таємному отриманні 225 000 доларів від колишнього албанського шпигуна Сергія Шестакова, який нині є громадянином США та порушенні санкцій США, таємно працюючи на пов'язаного з кремлем російського олігарха Олега Дерипаску, якого він колись розробляв.[98][99] У серпні 2023 року Макгонігал визнав себе винною в рамках угоди про визнання провини.[100]
- У березні 2023 року вікрито Черкасова Сергія Володимировича, який з 2010 року жив під псевдонімом Віктор Мюллер Феррейра та служив агентом російської розвідки ГРУ. Черкасов приїхав з Бразилії до США у 2018 році, щоб навчатися в аспірантурі Університету Джонса Гопкінса у Вашингтоні. Наступною зупинкою Черкасова мало стало стажування в Міжнародному кримінальному суді в Гаазі, для пошуку інформації щодо розслідування злочинів скоєних Росією та її військами під час її вторгнення в Україну в лютому 2022 року. Служба розвідки та безпеки Нідерландів (AIVD) за поданням ФБР затримало Черкасова в аеропорту та депортувало назад в Бразилію. В окружному суді округу Колумбія, США Черкасова звинувачують у різних правопорушеннях, у тому числі в діяльності як іноземного агента, шахрайстві з банківськими послугами, банківському шахрайстві та візовому шахрайстві. Зараз він відбуває у бразильський в'язниці 5 річний термін (зменшено з 15 років) за звинуваченнями в крадіжці особистих даних і шахрайстві. Після його арешту бразильська влада передала ФБР таємне комунікаційне обладнання, вилучене у віддалених місцях Бразилії, яке Черкасов сховав перед своїм від'їздом до Гааги. Росія визнала, що він є громадянином Росії з Калінінграда, і намагалася екстрадувати його, стверджуючи, що він розшукується в Росії за торгівлю наркотиками. ФБР підозрює, що Росія використовує звинувачення у торгівлі наркотиками як прикриття, щоб повернути свого шпигуна додому.[63][101] (див. також Бразилія, Ірландія та Нідерланди)
- 11 травня 2023 року було затримано двох громадян Росії, Олега Сергійовича Пацулю та Василя Сергійовича Бєсєдіна, їм були пред'явлені звинувачення у змові з метою порушення експортного законодавства та змові з метою міжнародного відмивання грошей в Аризоні та спробу закупити запчастини для літаків від імені російських авіакомпаній Smartavia та Podeba всупереч санкціям США.[43]

## Інші сфери шпигунства
- Росія використовує розвідувальні кораблі, замасковані під рибальські судна для прослуховування підводних кабелів зв'язку, шпигунства за газо- та нафтопроводами, спостереження за вітровими електростанціями та прослуховування радіо-комунікацій в Північному морі.[102][103]
- Федеральне бюро розслідувань (ФБР) США виявило та нейтралізувало пакет шкідливих програм під назвою «Snake», які використовують у Федеральній службі безпеки (ФСБ). Було встановлено, що протягом майже 20 років 16 центр ФСБ використовував версії шкідливого ПЗ «Snake» для крадіжки конфіденційних документів із сотень комп'ютерних систем щонайменше у 50 країнах, що входять до НАТО.[104][105]
- Голова внутрішньої розвідки Німеччини попередив у понеділок про зростання антиурядового екстремізму, який підживлюється авторитарними державами, такими як Росія, який прагне розділити суспільство та повалити уряд.[106]
- У липні 2023 року FIOD затримала 41-річного чоловіка з Еттен-Лера за підозрою в обході санкцій проти Росії. За даними слідчого відділу податкової служби, чоловік продовжував експортувати комп'ютерні мікросхеми до Росії, незважаючи на заборону санкцій. FIOD розпочав розслідування щодо людини Etten-Leur та його компанії в Moerdijk на основі інформації митниці. Компанія чоловіка займається експортом комп'ютерних комплектуючих, переважно в Росію. У лютому 2022 року Європейський Союз запровадив санкції проти Росії через її вторгнення в Україну, заборонивши продаж комп'ютерних чіпів та інших речей країні. За даними FIOD, експорт цього чоловіка до Росії справді різко скоротився після набуття чинності санкцій. «Але експорт до альтернативних країн, таких як Казахстан, Киргизстан, Монголія, Узбекистан, Туреччина та Об'єднані Арабські Емірати, різко зріс», — повідомили у FIOD. «Слідча група підозрює, що підозрюваний експортував товари через інші країни, які потім потрапляли до Росії».[107]
- Використання обладнання для спостереження на дахах різних російських посольств.[108]